# تلمبه عشایر منظری توکلی
تلمبه عشایر منظری توکلی، روستایی در دهستان حومه بخش چاه مرید شهرستان کهنوج در استان کرمان ایران است.

## جمعیت
بر پایه سرشماری عمومی نفوس و مسکن در سال ۱۳۹۵، جمعیت این روستا برابر با ۴۹ نفر (۱۹ خانوار) بوده‌است.